# ニューヨーク・ポスト
『ニューヨーク・ポスト』 (New York Post) は、アメリカ合衆国ニューヨーク市の保守系日刊タブロイド紙である。
電子版のNYPost.com、セレブリティゴシップサイトPageSix.com、エンタテインメントサイトDecider.comも運営している。

## 歴史
1801年11月16日に『ニューヨーク・イブニング・ポスト』として設立されたニューヨーク・ポストは、米国で最も古くから発行され続けている日刊紙を自称している。1958年と1978年のストライキの際に発行を中止したため、1829年7月21日に日刊紙として発行を開始したプロビデンス・ジャーナルが、実際の米国内最古の日刊紙である。一般的に最古の日刊紙とされているハートフォード・クーラントは、1764年に設立された。しかし、ハートフォード・クーラントは半週刊紙として創刊され、日刊紙として発行を開始したのは、ニューヨーク・ポストが日刊紙として発行を開始してから35年後の1836年であったため、ニューヨーク・ポストよりも古くから継続して発行されている新聞であるにもかかわらず、ニューヨーク・ポストが主張する「全米で最も古く継続して発行されている日刊紙」への真の挑戦とはみなされていなかった。ニューハンプシャー・ガゼットは、1756年に創刊されたことから、「全米最古の新聞」という主張を商標登録している。しかし、週刊紙として創刊され、1890年代以降は週末のみの発行となっている。現在までのところ、ニューハンプシャー・ガゼットは毎日発行されたことがないため、「全米最古の継続的に発行されている日刊紙」というニューヨーク・ポストの主張に対抗するものとは言えない。

## 概要
1801年にアレクサンダー・ハミルトンが創業。1976年からはルパート・マードック率いるニューズ・コープが所有する。マードックは買収した後、ロンドンの『ザ・サン』で成功した扇情的な編集方針や見出しによって大成功を収めた。連邦のメディア所有規制のため、1988年には不動産王であったピーター・S・カリコウに売却した。その後経営が低迷し、1993年ほぼ支払不能状態に陥った後にマードックによって再買収されて以来、一貫して保守的な編集方針を採っている。それ以後この新聞は以前より増してセンセーショナルな見出しで人目を引き付け、購読意欲をそそらせている。発行部数は1960年代後半には70万部だったのと比べ低迷しているが、依然としてニューヨークの主要な新聞である。

### 編集慣行
ニューヨーク・ポストの編集長はリベラル系の4つのメディア（ニューヨーク・タイムズ、ワシントン・ポスト、CNN、MSNBC）からの情報に基づいて記事を書くことを禁止している。

## 問題
- 2004年7月6日に、当時の民主党の大統領候補ジョン・ケリーは副大統領候補をディック・ゲッパートに決定したという記事を載せたが、結局ケリーはジョン・エドワーズを指名したため、これは誤報となった。[要出典]
- 2009年2月18日、警官に射殺された猿を見て別の警官が「景気対策を考える別の誰かを探さないと」と言っている風刺画を掲載したところ、黒人であるバラク・オバマ大統領を猿になぞらえていると解釈され、人種差別的であると批判された。[要出典]
- 2020年2月22日に、SARSコロナウイルス2が中国の武漢ウイルス研究所から流出したとする説を根拠なく主張し、感染症の専門家から批判された[8]。